# Daniel Louradour
Pour les articles homonymes, voir Louradour.
Daniel Louradour, né le 25 juillet 1930 à Nanterre et mort le 8 juin 2007 à Paris 14e, est un peintre, illustrateur, décorateur et lithographe français.

## Biographie
Daniel Louradour naît le 25 juillet 1930 à Nanterre.
Il est formé dans l'atelier Corlin et l'École nationale supérieure des arts décoratifs.
Réalisant des natures mortes et des scènes de genre, il travaille essentiellement à l'aquarelle et la gouache.
Il crée des décors et costumes pour le cinéma, le théâtre et l'opéra.
Mort le 8 juin 2007 dans le 14e arrondissement de Paris,, Daniel Louradour est inhumé au cimetière du Montparnasse.